# Kunchiganahal, Chitradurga
Kunchiganahal là một làng thuộc tehsil Chitradurga, huyện Chitradurga, bang Karnataka, Ấn Độ.